# تأثير جائحة فيروس كورونا على رياضة السيارات
جائحة كوفيد -19 أو فيروس كورونا قد تسببت في تعطيل جميع الرياضات وكذلك قد تسببت في تعطيل رياضة السيارات حول العالم، وقد انعكس تأثيره على جميع الألعاب الرياضية. في جميع أنحاء العالم وبدرجات متفاوتة، حيث قد تم إلغاء أو تأجيل أغلب الأحداث والمسابقات.

## سباق السيارات الأسترالية
بطولة السيارات السريعة والتي كان يخطط لعقدها في ملبورن 400 من أجل دعم سباق الجائزة الكبرى الأسترالي. قد تأثرت كذلك حيث تم إلغاء الحدث في نفس الوقت الذي تم فيه إلغاء سباق الجائزة الكبرى أيضا. وهذا على الرغم من أن البطولة كانت تسعى لعقد حدث بديل في وقت لاحق من العام، وفي نهاية المطاف لم تعقد المسابقة.
مسابقة السيارات الكبرى ' تسمانيا سوبر400 التي تعقد في سيمونز سهول القناة (المقرر أإقامتها في 4-5 أبريل)، ومسابقة أوكلاند سوبر400 في هامبتون داونز (25-26 أبريل)، ومسابقة بيرث سوبر نايت في مضمار سباق وانرو (16-17 مايو) قد تأجلت، كما تم تأجيل باقي الجولات إلى ما بعد يونيو. وأثر الوباء على السباق الأحمر23 حيث قد تم انسحاب الرعاة الأساسيون لها من البطولة، مثل رعاة أدوات ميلووكي، الذي أنهى صفقته مع الفريق.
تم إصدار التقويم المنقح في 17 مايو، مع تصاعد الأحداث في جولد كوست ونيوكاسل من التقويم وانعقاد سباق ثان في باثورست الذي سيعقد في فبراير 2021. كذلك، حيث سيظل سباق ملبورن 400 بمثابة جولة أساسيه بسبب التدريب والتأهل وقد حدث هذا قبل إلغاء الحدث. بعد المراجعة الثانية في 19 يونيو، تم إعادة تعيين جولة باثورست الثانية لتكون جزءا من موسم 2021 (حيث تم استبدال تحدي إنتركونتيننتال جي تي وتم إلغاء الجولة في باثورست بسبب قيود السفر الدولية)، مع جولات سيدني سوبر نايت جولة يتم إعادة العمل بها كخاتمة الموسم. كما شهدت المراجعات الإضافية جولات في وينتون، سانداون، سيمونز بلينز، وانيرو وكذلك سيدني سوبر نايت والتي قد تم إلغاؤها، وولذلك أصبحت باثورست 1000 هي الآن النهاية.
كما أن سباقات السوبر كار قد سمحت لـ كل النجوم المتسائقين للتنافس ضد بعضها البعض.

## دويتشه تورنواجن ماسترز
كما أن دويتشه تورنواجن ماسترز قد أجلت السلسلة قبل بداية البطولة حتى أغسطس 2020. كما تم إلغاء جولة نوريسرينج، والتي كان من المقرر عقدها في 10-12 يوليو، وهذا بسبب صعوبات العمل في التنسيق وتجميع البنية التحتية اللازمة للمضمار لأن تنفيذها يكون بشكل مضمار في الشوارع والتي يكون من المستحيل عقدها خلف الأبواب والمضمارات المغلقة.

## سباقات الدراجات
في 12مارس، علقت الرابطة الوطنية هوت رود موسم الحدث الرياضي، في حين أن بعض الفعاليات الرياضية ما زالت قيد العمل وتتنافس بالفعل مثل أحداث أمالي موتور أويل نهرا جاتورناشيونال احيث انها عملت بالفعل على ممارسة النشاط الرياضي، لكن جاء ذلك وفق الاجراءات الاحترازية لعقد السباقات خلف الأبواب المغلقة، في حين تم إرسال البقية من الراكبين والسائقين المحترفين الرياضيين إلى المنزل.
كما تم تنقيح جدول الموسم الرياضي عدة مرات خلال فترة التعليق، مع اختصار الموسم في النهاية إلى أحد عشر حدثًا من الأربعة والعشرين الأصلية؛ حيث تم إلغاء العد التنازلي لبطولة الموسم وسط الجولات الأولى من إعادة الجدولة. وكان نتيجة لهذه التغييرات، اعتماد الكشف عن الجدول الزمني الحالي اعتبارا من سبتمبر 2, حيث أن لاس فيغاس قد شهدت حدثين وقد تم دمجهما في حدث واحد (بعد تنقيحات جدول 2 سبتمبر، الذي أصبح في تلك الأثناء خاتمة الموسم الرياضي) كما أن بومونا فقد خفضت إلى سباق واحد (عقد قبل الوباء)؛ وسباق فرجينيا نهرا العالمي، أو ما يعرف باسم قمة سباق المعدات الوطنية نهرا، الطريق رقم 66, نهرا سونوما الوطنية، ماجيكدري العضوية مسابقة نهرا شمال غرب المواطنين، ونهرا نيو انغلاند المواطنين قد تمت إزالتهم من الجدول الزمني للموسم في أقرب تعديلات الجدول الزمني; حيث تم الإعلان عن ثلاثة أحداث إضافية وقد حدثت على دفعتين لمسابقة لـ لوكاس النفط القناة لإعادة إطلاق الموسم اعتبارًا من 11 يوليو من أجل التعويض مبدئيًا عن الأحداث الملغاة.
كما تم تأجيل احداث ادودج مايل هاي نهرا ناشونالز ولوكاس النفط نهرا المواطنين حيث تم تأجيلها إلى 17 يوليو، بالتزامن مع الحدث الإضافي الثالث في مضمار سباق لوكاس أويل الذي تمت إضافته إلى التواريخ الأصلية السابقة; كما أن مسابقة ميناردز نهرا هارتلاند الوطنية سيتم تأجيلها إلى فعاليات 29 يوليو لاحقا، تليها إلغاء فعاليات المواطنون الجنوبيون في 10 أغسطس وال موبار اكسبرس لين نهرا الوطنية في 17 أغسطس.كما حدث مزيد من تنقيحات الجدول الزمني في سبتمبر 2 حيث قد شهد الجدول الزمني مزيد من الانخفاض، واستمرار ثلاثة أحداث رياضية مؤجلة وهي أحداث كانت تنتظر إعادة جدولتها بالإضافة إلى كل من أحداث شارلوت (التي تم دمجها في البداية في حدث واحد في تنقيحات الجدول الزمني السابقة)، وفعاليات الرعد في وادي المواطنين وكان هذا الإلغاء (لأسباب لوجستية) تقنية، وآخر جولة لاس فيغاس موتور سبيدواي (جولة لاس فيغاس، والمعروفة باسم دودج نهرا فيغاس المواطنين، تم إلغاؤها رسميا). من نهائيات نهرا في بومونا وقد تم نقل هذه السباقات بشكل قانوني إلى اجتماع لاس فيغاس، والذي يعرف بين الجميع باسم نهائيات دودج نهرا (كما احتفظ الرعاة بعقودهم في هذه الفترة، لكن سباق لاس فيغاس 2020 الذي ينتمي إلى أحداث سلاسل نهائيات العالم). ترك هذا الحدث ستة أحداث مجدولة مسبقا بما في ذلك جاتورناتيونال المذكورة أعلاه لإنهاء الموسم.
وقد تم اكتشاف وإعادة الجدولة فعاليات مصغرة ذات صلة باسم الحدث، في أن موبار اكسبرس لين نهرا سبرينغناتيونال احتفظت باسمها للموسم على الرغم من تحديد موعد لعطلة نهاية الأسبوع بعد أحداث نهرا وسقوط المواطنين في أكتوبر.
أعلنت الهيئة الوطنية لحقوق الإنسان أن موسم نهرا 2021 سيبدأ في جاتورناشيونال في مارس، مع قيام هيئة العقوبات بنقل انترناشونالس والمواطنين أريزونا إلى أبريل، على أمل أن يتم تخفيف القيود على المتفرجين بحلول ذلك الوقت من تأثير الجائحة. في 15 يناير 2021، أعلنت الهيئة الوطنية لحقوق الإنسان أنه سيتم نقل جولة وايلد هورس باس موتورسبورتس بارك إلى مكان آخر مختلف يتم تحديده. في 16 مارس 2021، وقد أعلنت الهيئة الوطنية لحقوق الإنسان تأجيل سباق نادي السيارات الانترناشونال في بومونا بسب المضمار. في 5 مايو 2021، وقد أجلت الهيئة الوطنية لحقوق الإنسان الجولة المقامة في فيرجينيا موتورسبورتس بارك أثناء استعادة الجولة الحالية في بريستول دراجواي، والتي تنتقل من يونيو (حيث حدث التباس موعد مع عطلة نهاية الأسبوع في ناسكار جلادفيل، تينيسي) إلى أكتوبر.
في 14 مايو 2021، سباق مقاطعة كينغ ، واشنطن ظل تحت القيود لأنه مشكوك فيها، ومسابقات المجاري المائية في المحيط الهادئ تمت إزالته، ة لوكاس النفط الدولية بالانتقال إلى تاريخ أغسطس.

## سباق الفورمولا

### الفورمولا واحد

#### 2020
تعطل موسم الفورمولا واحد 2020 بسبب جائحة الفيروس التاجي كورونا. في أوائل عام 2020 قبل بداية الموسم، أعربت فيراري وألفاتوري عن قلقهما من انتشار فيروس كورونا التاجي وتأثيره على البطولة. حيث يقع مقر الفريقين في إيطاليا، التي قد عانت من واحدة من أسوأ حالات تفشي الفيروس خارج الصين، وبالتالي ترتب على ذلك، أنه كان كل من فيراري وألفا توري الراعيين قلقين بشأن قدرة موظفيهما على مغادرة منطقة الحجر الصحي التي تم إنشاؤها في شمال إيطاليا. أعلن روس براون المدير الإداري للرياضة، أن سباق الجائزة الكبرى لن يمضي قدمًا إذا تم منع فريق من دخول دولة مضيفة، ولكن يمكن أن تستمر الأحداث إذا اختار الفريق طواعية عدم دخول دولة مضيفة.
حيث تم إلغاء السباق الافتتاحي في العمل ب افتتاح الموسم الاسترالية فجأة قبل وقت قصير وضيق من بدء أول جلسة تدريب رياضي حرة، في حين تم إلغاء سباقات الموناكو والفرنسية في نهاية المطاف. وهذا ما يعني إلغاء تنفيذ سباق موناكو جراند بريكس المقام في عام 2020 لأنه سيكون أول مرة منذ عام 1954 حيث أنها التي لم يُعقد فيها السباق. وحيث تم تأجيل سباق أذربيجان، البحرين، الكندية، هولندي، الإسبانية وجائزة فيتنام الكبرى تم تأجيلها، في حين تم بالفعل التقدم والقيام بتأجيل سباق جائزة الصين الكبرى بالفعل قبل الوباء. سيتم إلغاء سباق الجائزة الكبرى الهولندي في نهاية المطاف في يوم 28 مايو، كما تم إلغاء أحداث سباق الجائزة الكبرى لأذربيجان في نهاية المطاف في 12 يونيو، وهذا كان بجانب أحداث سباقات سنغافورة (بسبب الصعوبات اللوجستية المرتبطة بإنشاء حلبة سباق الشارع في غضون مهلة قصيرة) واليابانية (بسبب قيود السفر من قبل الحكومة اليابانية بسبب الوباء). سيتم إلغاء سباق الجائزة الكبرى الكندي في 24 يوليو وهذا يكون بجانب السباقات في المكسيك، الولايات المتحدة والبرازيل وهذا بسبب قيود السفر في الأمريكتان، حث يتم إعادة جدولة سباق الجائزة الكبرى الإسباني إلى 16 أغسطس في 2 يونيو. في 24 أغسطس، كما أنه يتم إعادة جدولة سباق جائزة البحرين الكبرى إلى تاريخ 29 نوفمبر حيث أنه بالفعل تم إلغاء سباق الجائزة الكبرى الصيني. في يوم 16 أكتوبر، كما تم العمل على إلغاء سباق الجائزة الكبرى الفيتنامي. حيث أن كان منظمو سباق الجائزة الكبرى النمساوي، البريطانية وجائزة المجر الكبرى حيث هم من أول من أعلن أن سباقاتهم يمكن أن تستمر، ولكن يتم تنفيذ السباقات بدون وجود متفرجين أو بوجود فرق مزودة بعدد قليل ومحدود من الأفراد أو المشاهدين. كما يتم العمل في تلك الأثناء على تقديم فترة الإغلاق الصيفي— حيث أنها هنا تشمل إغلاق أغلب المصانع بالعمل بشكل إلزامي كإجراء لخفض التكاليف- من فترة أغسطس إلى مارس وأبريل وهذا حيث أنه تم تمديدها في الأصل إلى ثلاثة أسابيع، وهذا يعمل على أن يسمح بإقامة أغلب السباقات المؤجلة في شهر أغسطس.
كانت الرياضة تخطط لإصلاح لوائحها الفنية لبطولة 2021 في واحدة من أكبر التغييرات في تاريخها البالغ سبعين عامًا. دفع الوباء إلى تأجيل هذه التغييرات حتى عام 2022، مع مطالبة الفرق بإدخال سياراتها لعام 2020 السيارات في بطولة 2021 لتقليل الضغط المالي الواقع على الفرق. كانت الرياضة تخطط أيضًا لإدخال حد أقصى للميزانية يبلغ 175 مليون دولار في عام 2021، والذي تم تعديله لاحقًا إلى 150 مليوندولار. دعت الفرق إلى مزيد من المراجعات إلى 100 مليون دولار، بحجة أن الوباء يهدد مستقبل أربعة من الفرق العشرة.
في مارس 2020، دخل بعض سائقي الفورمولا 1 في إصدارات افتراضية من عدة سباقات أطلق عليها اسم «ليس سباق الجائزة الكبرى». تم استضافة هذه السباقات من قبل جان إركريك فيرني فيلوتشي بالامارات، في شراكة مع الفورمولا واحد. نافس سائقو الفورمولا 1 الحاليون والسابقون في السباقات على الإنترنت، مثل لاندو نوريس، نيكولاس لطيفي، ستوفيل فاندورن، إستيبان جوتي أوكريز، ايمرسون فيتيبالدي، نيكو إتش إرملكنبرغ، جوني هربرت ومارتن براندل، وبالإضافة إلى مشاهير ورياضيين آخرين.  في 29 يونيو 2020، قبل السباق الافتتاحي للموسم في النمسا، حصل ماكلارين على قرض بقيمة 150 مليون جنيه إسترليني من بنك البحرين الوطني للتخفيف من تأثير فيروس كورونا على الشركة.
كانت االسباقات القليلة الأولى من إعادة جدولة موسم 2020، والتي شملت السباق النمساوي، ستيريان، الهنغارية واثنين من سباقات الجائزة الكبرى التي تقام في سيلفرستون، والتي وقعت جميعها في ظروف«آمنة بيولوجيا» خلف أبواب مغلقة.
قبل يوم واحد من سباق جائزة بريطانيا الكبرى، راسينغ بوينت قد خضغ السائق سيرجيو بي أوكريز لاختبار الفيروس التاجي والذي تم التأكد من أن اختباره إيجابي للفيروس بعد نتيجة غير حاسمة في وقت سابق من اليوم، لهذا قد تم استبعاده من السباق. نيكو إتش إرملكنبرغ وأعلن كبديل له لهذا السباق، وكذلك جائزة الذكرى الـ70 الكبرى عطلة نهاية الأسبوع التالية.
وليامزوقد تم بيعها إلى دوريلتون كابيتال وكان هذا بسبب الضغوط المالية، مع إنهاء ملكية الأسرة وتنفيذ بالمشاركة مع الفريق.
كما أن سائق راسينغ بوينت لانس سترول والذي غاب عن جائزة إيفل الكبرى وهذا بعد الإصابة بالمرض، والذي تم تشخيصه في وقت لاحق على أنه كوفيد -19. قد تم استبداله بـ إتش أوكلكنبرج. لورنس سترول، صاحب فريق راسينغ بوينت ووالد لانس، اختبرت أيضا إيجابية.
في 30 نوفمبر 2020، بعد يوم واحد من الفوز في سباق جائزة البحرين الكبرى، وكان البطل وهو السائق لويس هاميلتون أعلن أنه ثبتت إصابته بفيروس كوفيد-19، حث أنه قد تحدث مدعيا أنه يعاني من «أعراض خفيفة». في خلال أحداث الأسبوع الذي أقيم فيه السباق، كما أنه خضع لثلاثة اختبارات، لكن جميعها كانت ذات نتائج سلبية. مرسيدس وأكد أن هاميلتون سيغيب عن جائزة الصخير الكبرى في البحرين في وقت لاحق من ذلك الأسبوع نتيجة لذلك. تم استبداله بـ جورج راسل من ويليامز الذي تم استبداله بدوره بـ جاك أيتكين.

#### 2021
قبل بداية موسم 2021، ثبت إصابة ثلاثة سائقين آخرين – وهم نوريس، تشارلز لوكلير وبيير غاسلي - ومدير فريق مرسيدس توتو وولف فقد ثبتت إصابة جميع الأشخاص بكورونا أو بفيروس كوفيد - 19 في مناسبات منفصلة. وكان عشية اختبار ما قبل الموسم في البحرين، ألفا روميو مدير الفريق فرجد أوركريك فاسور قد تم إثبات إصابته بفيروس كوفيد-19، وبالتالي لم يتمكن من التعون مع الفريق لإجراء الاختبار. قبل جائزة بريطانيا الكبرى، مدير فريق ماكلارين زاك براون اختبار إيجابي.
في يناير 2021، تم إجراء المزيد من التغييرات على مجريات بطولة العالم للفورمولا واحد 2021، وكذلك جائزة أستراليا الكبرى 2021 حيث تم تأجيل انعقادهم من 21 مارس بكل الطرق إلى 21 نوفمبر. ومع ذلك، تم إلغاء الحدث واسباق في النهاية في 6 يوليو 2021 وكان هذا للسنة الثانية على التوالي بسبب بروتوكولات الحجر الصحي الصارمة في أستراليا وكذلك بسبب القيود المفروضة على السفر إلى دولة فيكتوريا، حيث يقام. سباق جائزة الصين الكبرى والذي تم تأجيله للسنة الثانية على التوال كذلكي، وليس لدينا في الفترة الحالية أي وضع بشأن ما إذا كان قيد الانعاد أو تم إلغاؤه. حيث كان من المفترض في الأصل أن يستمر الحدث في 11 أبريل.
ردا على ذلك، سيتعين على اثنين من أطباء الرعاية الصحية العامين التواجد في اختبارات أحداث انعقاد فورمولا 1 جائزة إميليا رومانيا الكبرى 2021 على 18 أبريل وجائزة البرتغال الكبرى 2021 في 2 مايو. والتي تم الإعلان عنها في مارس 2021، قبل بدء الموسم مباشرة.
وعلاوة على ذلك توالت الإلغات، مع قرب جائزة كندا الكبرى التي تم الغاوءه للسنة الثانية على التوالي وتم استبداله بـ سباق جائزة تركيا الكبرى. حيث كان التاريخ الأصلي لسباق الجائزة الكبرى 13 يونيو. وبعد شهر على 14 قد تم إلغاء سباق جائزة تركيا الكبرى بسبب قيود السفر، ولكن قبل إعادة سباق تركيا إلى التقويم بعد إلغاء سباق جائزة سنغافورة الكبرى في وقت لاحق من هذا الإلغاء ولمدة عام آخر على التوالي. قد تم تغيير الجدول الزمني لبعض السباقات بحيث أن جائزة فرنسا الكبرى 2021 سيتم تقديمه في الانعقاد بأسبوع من 27 يونيو إلى 20 يونيو، وأن جائزة النمسا الكبرى 2021 سيتم تأجيله بفارق أسبوع أيضا بحيث يبدأ يوم 4 يوليو بدلا من 27 يونيو. وكما سيتم عودة جائزة ستيريا الكبرى بعد أن كان من المفترض أن يتم اجرءاه لمرة واحدة في عام 2020، وسيتم إجراؤها في 4 يوليو. ثم تم الإعلان عن إلغاء سباق الجائزة الكبرى الياباني حؤث حدث هذا للعام الثاني على التوالي في 18 أغسطس.

### الفورمولا 2 والفورمولا 3
في البحرين وبرونة تم عقد جولات من بطولة الفورمولا 2 وبطولة الفورمولا 3- وهي سلسلة من السباقات للسائقين الصغار التي تعمل لدعم أحداث الفورمولا 1 , وهذا عندما تم تأجيل سباق الجائزة الكبرى للبحرين الإسباني. كما تم إلغاء جولتي موناكو وزاندفورت للفورمولا 2 عندما تم إلغاء موناكو وهولندا جراند بريكس وإلغاء جولة باكو عندما تم إلغاء سباق جائزة أذربيجان الكبرى; كما تم إلغاء انعقاد جولة مرسى ياس، التي كان من المقرر أن تدعم جائزة أبوظبي الكبرى وهذا ب سبب تأجيل الجدول من التقويم كأثر للوباء، كما لم يتم تحديد موعد لسباق الفورمولا 3 في موناكو أو أذربيجان، ولكن تم إلغاء الجولة الهولندية أيضًا، جنبًا إلى جنب مع الغاء فعاليات روسيا والبحرين بسبب الفترة الزمنية التي أثر بها الوباء.

## الفورمولا إي
استجابت بطولة السيارات الكهربائية الفورمولا إي في البداية للنداء بتأجيل انعقاد سباقات روما وسانيا إبريكس بسبب تفشي الوباء، كما أن السباقات المخطط لها في باريس، وجاكرتا وسيول تم تأجيلها، حيث دفعت هذه الإجراءات المنظمين إلى تأجيل الموسم بأكمله لمدة شهرين.
مع بداية 17 يونيو أعلن أن سلسلة السباقات سينتهي انعقادها في حلبة شارع مطار تمبلهوف حيث هذا مع ثلاثة سباقات مزدوجة بالتزامن مع ثلاثة تخطيطات مختلفة في أغسطس، كما أن تم الغاء السباقات في روما، سانيا، باريس، جاكرتا، سيول، كما تم إلغاء فعاليات نيويورك ولندن كذلك.[بحاجة لمصدر]

## إندي كار
في أعقاب موقف رودي جوبرت والدوري الاميركي للمحترفين، قد أعلنت لجنة سباقات سلسلة إندي كار في البداية في 12 مارس أنها ستقيم بالفعل سباق الجائزة الكبرى (جائزة سان بطرسبرج الكبرى) - وهو يعد السباق الافتتاحي لموسم 2020 - والذي يعقد خلف الأبواب المغلقة. في 13 مارستم تعليق الدوري الاميركي للمحترفين، حيث أعلنت المؤسسة المنظمة أنها ستلغي جميع السباقات الحالية حتى نهاية أبريل على الأقل، بما في ذلك سانت بطرسبرغ، ألاباما، لونج بيتش، وأوستن.
لكن كانت تعتزم إندي كار بدء الموسم بسباقات «شهر مايو» التقليدية فـ إنديانابوليس موتور سبيدواي، بما في ذلك سباق الجائزة الكبرى (الذي أقيم على تكوين مسار الطريق IMS)، و الجري104 من إنديانابوليس 500 في يوم الذكرى التقليدية يوم الأحد. حيث شكلت إدارة إندي كار تحدي سباق إندي كار، حيث يتسابق سائقيها ضد بعضهم البعض في لعبة المحاكاة الإلكترونية للسباقات محاكاة السباق لعبةايراسينج .
في 26 مارس، أعلنت إندي كار أنها ستؤجل سباقي إنديانابوليس إلى وقت لاحق من الموسم، كما نقل سباق الجائزة الكبرى في كأس الجائزة الكبرى إلى الرابع من يوليو كما دعم ارتكازي ل سلسلة كأس ناسكار' بريكيارد 400 (وانشاء نادر مزدوج لـ ناسكار / إنديكار في تعاون مزدوج مع سلسلة زفينيتي' بنزويل 150), و 500 إلى 23 أغسطس وهي المرة الأولى في التاريخ التي لم يتم فيها عقدها في مايو. لذلك، كان من المقرر أن يبدأ الموسم مبدئيًا مع سباق الجائزة الكبرى في ديترويت الكبرى.
أعيد سباق الجائزة الكبرى لسانت بطرسبورغ باعتباره خاتمة الموسم المخطط لها، مع تحديد موعد لاحق. في 6 أبريل أعلنت إندي كار أن سباق ديترويت جراند بريكس قد تم إلغاؤه. لكن للتعويض عن السباقات الملغاة الأخرى، أُعلن أن السباق الثالث في إنديانابوليس (إنديكار هارفست جي بي، سباق الثاني على مسار الطريق) سيُضاف إلى الجدول في أكتوبر، وأن سباق أيوا 300 وجائزة مونتيري الكبرى ستصبح عطلات نهاية أسبوع لسباق مزدوج مع سباقين يدفع كل منهما نقطتين .
في 7 مايو، أعلنت لجنة سباقات إنديكار رسميا أن الموسم سيبدأ يوم 6 يونيو مع جينيسيس 300 في تكساس موتور سبيدواي، وهي ستكون من السباقات المقننة مع عدد محدود من المشاهدين (فقط أولئك الذين يمتلكون وحدات في الدور الثاني في برج لون ستار حيث سمح لهم بحضور السباق، وهي ممارسة بدأت في عطلة نهاية أسبوع ناسكار في شارلوت التي تملكها أيضا سونيك السيارات) حيث يتم تطبيق جميع بروتوكولات السلامة والأمان المحسن والصحية حتى إشعار آخر. يتم هذا من أجل استيعاب التصفيات والممارسة في نفس اليوم، كما تم تقصير السباق من مسافة 248 لفة (600 كيلومتر) المعتادة إلى 200 لفة (300 ميل). وهذا على الرغم من أن رئيس الدائرة إيدي جوساج أصر أنه لن يسمح بأن يتم أو بعقد السباق ما لم يكن هذا السباق دعما لحدث ناسكار (فقد تمت إعادة جدولة مسيرة ناسكار الثلاثية المؤجلة لشهر يوليو)، إلا أنه تعامل وتوصل لاحقا إلى اتفاق مع مالك السلسلة الجديدة روجر بينسكي. وقد تم تأجيل سباق سلسلة شاحنات ناسكار غاندر آر في وفي الهواء الطلق ابعد تصفيات الجمعة المقررة أصلا في عطلة نهاية الأسبوع في إندي كار إلى 25 أكتوبر، لتصبح جزءا من يوم سباق سلسلة كأس تكساس 500 حيث يمكن أن يسمح للمشاهدين. يوم 21 , قد أعلنت شركة إندي كار إلغاء أحداث هوندا إندي تورونتو وإندي ريتشموند 300 بسبب القيود المحلية، وأن سباق الجائزة الكبرى لمجموعة ريف في رود أمريكا سيصبح عطلة نهاية أسبوع ذات سباق مزدوج ولهذا تم تسجيل أحداث تورنتو في الجدول الزمني.
في 1 يونيو، أعلنت إندي كار أنه تم إلغاء موسم 2020 في حلبة إندي بسبب تطوير الخدمات اللوجستية والأضواء ونقص الإدخالات. في 8 يونيو، صرح بينسكي بتفضيله عدم عقد إنديانابوليس 500 خلف أبواب مغلقة، وأنه سيكون على استعداد لتأجيل الحدث إلى أكتوبر إذا لم يتم التغاضي عن قيود الدولة بشكل كاف يمنح الحرية بحلول شهر أغسطس. في 26 يونيو، أعلنت إنديكار وإمسا أن سباقات الـ 500 ستقام بوجود المشجعين والمتفرجين، لكنها ستكون مقتصرة على نصف طاقتها العادية. لكن تم تغيير هذا لاحقا إلى سعة 25 بالمائة، ثم إلى الانعقاد خلف الأبواب المغلقة في إعلان نهائي في 4 أغسطس. لكن بحلول سبتمبر، أعلننت سبيدواي لسباق الدراجات النارية أنه سيكون هناك ما يصل إلى 10000 تذكرة متاحة للمتفرجين والمشاهدين للعرض الثالث من هذه السلسلة، كما أن الحصاد الكلاسيكي كان في المدرجات الكبرى الحضور في قسم حفرة الأفعى عند دورة واحدة من مسار الطريق.
بالنسبة لعام 2021، نقلت إنديكار سباقات الشوارع مرة أخرى بسبب وباء كوفيدا-19، كما تم إجراء تغيير فوري في التاريخ المحدد بسببه. كما تم نقل سباق سانت بطرسبرغ من تاريخ 7 مارس إلى 25 أبريل وكذلك تغيير موعد سباق جائزة لونج بيتش الكبرى من يوم 18 أبريل إلى 26 سبتمبر، وكانت تلك التغييرات على التوالي، بسبب قيود الحضور والحث من الحكومات وطلب البقاء في المنزل. كما أن جائزة ألاباما الكبرى في باربر موتورسبورتس بارك، تم تعيينها في اللانعقاد لـ 25 أبريل؛ بعد أن تم الإعلان عن افتتاح الموسم الجديد في 11 أبريل الذي انتقل مع لونج بيتش، كما أن إندي كار وان بي سي سبورتس انتقلت كذلك في تلك الجولة مرة أخرى في الأسبوع ل 18 أبريل، وكان هذا لتجنب افتتاح الموسم من كونها ضد الجولة الأخيرة من بطولة الجولف للماسترز التي قد عقدت في أوغوستا ، جورجيا، وهو 375 كم شرق ليدز, ألاباما وهي عبر الطريق السريع 20.
في 14 , قد أكد المسؤولين أن سباق هوندا إندي تورونتو تم إلغاؤه . كما أن إندي كار تهدف إلى استبدال هذا السباق، ولكن بالنسبة للمسؤلين إن تي تي عن سباقات إنديكار انتهى الأمر لها بعدم القيام بذلك ؛ لذلك فإن السلسلة السباق المعلن عنها لديها الآن استراحة لمدة أربعة أسابيع في المخطط الزمني لها من بداية يوليو إلى بداية أغسطس.وكما تم نقل سباقات الدعم الطريق إلى إندي كجزء من هوندا إندي تورونتو إلى دورة منتصف أوهايو للسيارات الرياضية في أكتوبر كتاريخ سباقي مستقل خاص به.

## للدراجات

### السباقات الملغاة
ألغت بطولة العالم للدراجات النارية MotoGP الجولة الافتتاحية لبطولة قطر 2020 . تسابقت فئتا دعم ال موتو 2 وموتو 3 في الدولة، حيث كانت الفرق موجودة بالفعل في دولة قطر من أجل إجراء اختبار ما قبل الموسم النهائي قبل اتخاذ إجراءات الحجر الصحي. كما تم تأجيل الأحداث المخطط لها في تايلاند والولايات المتحدة والأرجنتين أيضًا، ولكن تم تأجيلها في البداية إلى 4 أكتوبر و 15 و 22 نوفمبر على التوالي (تم إلغاء جولة الولايات المتحدة بالكامل في 8 يوليو). كما تم تأجيل السباقات في خيريز ولومان وكاتالونيا، ولكن تم تأجيلها لاحقًا إلى 19 يوليو (مع الجولة الثانية التي ستعقد في 26 يوليو)، و 27 سبتمبر، و 11 أكتوبر على التوالي، في حين أن موغيلو، وساشنسرينغ أسن، سيلفرستون، جزيرة فيليب، موتيجي، حلقة كيمي، تيرماس دي ريو هوندو، حلبة الأمريكتين، سيبانغو وبوريرام تمت إزالة الجولات.

### التقويم المعاد جدولته
أجبر الوباء على إعادة جدولة التقويم في 11 يونيو، سيحتوي الموسم على 5 «رؤوس مزدوجة» في عطلات نهاية الأسبوع المتتالية في خيريز (مع الجولة الثانية تحت اسم سباق جائزة الأندلس الكبرى)، النمسا (مع الدور الثاني تحت اسم جائزة ستيريا الكبرى)، ميسانو (مع الجولة الثانية تحت اسم جائزة إميليا رومانيا الكبرى)، أراغون (مع الجولة الثانية تحت اسم تيرويل الكبرى)، وفالنسيا (مع الدور الأول تحت اسم جائزة أوروبا الكبرى وتم إحياؤه منذ عام 1995) لتحقيق ما لا يقل عن ثلاثة عشر سباقا. ليس فقط برأسين مزدوجين، في 10 أغسطس، ستعيد نهاية الموسم جائزة البرتغال الكبرى منذ 2012 في الغارف، مما يجعل جولة فالنسيا، التي كانت نهاية الموسم منذ 2002، لن تكون لموسم 2020.

### الدراجين المصابين
هناك 4 متسابقين غابوا عن السباق بسبب اختبار إيجابي للفيروس أو الاتصال الوثيق مع الأفراد المصابين بالفيروس. في منتصف سبتمبر، غاب خورخي مارتي، متسابق موتو2 عن جولتي ميسانو، ليصبح أول متسابق في جميع الفئات أثبتت إصابته بالفيروس. في جولة الثانية ميسانو الثانية احل محله ماتيا باسيني. في منتصف أكتوبر / تشرين الأول، غاب فالنتينو روسي عن جولتي أراجون بسبب ثبوت إصابته بفيروس سارس-كوفيدا-2 ، ليصبح أول متسابق من الدرجة الأولى ثبتت إصابته بالفيروس. قرر فريقهم عدم تقديم بديل لروسي قبل جولة تيرويل، مما جعل الفريق قرر تشكيل زميله فقط، مافريك السادس إرماليس. نظرًا لأن روسي غاب عن السباق (جنبًا إلى جنب مع حامل اللقبمارك إم أوركيز الذي كان غائبا منذ جائزة الأندلس الكبرى سبب تحطمه في الجولة السابقة)، كان أول سباق أراغون يمثل المرة الأولى منذ 1999 في ريو دي جانيرو ندما لم يكن هناك بطل فئة رئيسية حالية أو سابقة سيصطف فيها البطل على الشبكة. على فئة موتو 3 في نفس المكان، اضطرتوني أربولينو على الرغم من اختباره السلبي لكوفيد-19، إلى تفويت سباق أراجون الكبير لأنه كان على اتصال وثيق مع راكب مصاب على متن رحلته بعد سباق الجائزة الكبرى الفرنسي وكان مطلوبًا منه العزلة الذاتية نتيجة لذلك. لم يتم استبداله لهذا الحدث وعاد للسباق في تيرويل جراند بريكس. في أوائل نوفمبر، قبل ثلاثة أيام من سباق جائزة أوروبا الكبرى في فالنسيا، أُجبر متسابق تك 3 رايدر إيكر ليكونا على الجلوس خارج السباق، بسبب قواعد الحجر الصحي فيأندورا للتواصل الوثيق مع الأفراد الذين ثبتت إصابتهم بفيروس سارس كوف-2. ثبتت إصابة شقيقه - الذي كان يعيش معه في أندورا - ومساعده الشخصي بالفيروس في 3 نوفمبر ليكونا على الحجر الصحي الإلزامي لمدة 10 أيام على الأقل. اختارت تك 3 عدم استبداله في مثل هذا الإخطار القصير. كما غاب ليكونا عن أيضًا عن سباق فلنسية الكبير بعد أن أثبت لاحقًا إصابته بالفيروس قبل وقت قصير من بداية السباق في عطلة نهاية الأسبوع، وبعد ذلك سباق الجائزة الكبرى البرتغالي في عطلة نهاية الأسبوع التالية. حل متسابق اختبار مصنع KTM ميكا كاليو محل ليكونا في البرتغال. أصبح ليكونا ثاني متسابق من الدرجة الأولى غاب عن السباق بسبب العزلة.

## بطولة أما سوبركروس
ما جعل وحش الطاقة أما سوبركروس سلسلة يقوم بتأجيل بطاقة السباق المقررة في ملعب لوكاس أويل في إنديانابوليس التي كان من المقرر طان تقام في 14 مارس. في 25 مارس قبل ان تحدث بقليل، حيث أعلن المسؤولون تأجيل ستة أحداث أخرى. كما تم إعادة جدولة البطاقات – التي تتكون من فئة 450 سم مكعب وكذلك واحدة من فئتين 250 سم مكعب لكل منهما – وهذا لسبعة تواريخ متتالية بين 31 مايو و 21 يونيو. حيث أقيمت أحداث كل منهم وراء الأبواب المغلقة في رايس-ملعب اكليس في سولت ليك سيتي، يوتا.
حدث سوبركروس الذي يجمع كل النجوم، كأس وحش الطاقة، الذي كان من المقرر أن 10 أكتوبر في اباركل كرامة الصحة الرياضية وكان هذا لأول مرة في التاريخ بعد أن كان في لاس فيغاس في استاد سام بويد لأول 9 سنوات من تاريخ الحدث. تمت إزالته من الجدول والمقرر له في 30 يوليو لأنه لم يكن هناك ما يكفي من الوقت بين مواطني موتوكروس في الهواء الطلق والحدث لركوب الخيل للراحة والتدريب لهذا الحدث.
كما تم الإعلان عن جدول سوبركروس لعام 2021 في ديسمبر 2020، وتمشيا مع التداعيات المستمرة للوباء، حيث تم عقد الجدول بأكمله تقريبا في ستة مواقع فقط. في كل محطة، باستثناء سولت لايك سيتي، حيث ظهرت ثلاثة سباقات (لكن سولت لايك سيتي سيقام بها سباقان فقط). كما أن من بين المناطق الخمسة المقرر بها إقامة السباقات، كان هناك أربعة في الجدول الزمني من السبت إلى الثلاثاء إلى السبت وهم (هيوستن، إنديانابوليس، أرلينغتون، هامبتون).حيث توقف السباق في المنطقة الخامسة، وسط فلوريدا، ظهرت في أورلاندو يومي سبت متتاليين سباقات قبل أسبوع من الواجب اتباعها فب الجدول الزمني من قبل محطة دايتونا بيتش (التي يتم الترويج لها من قبل ناسكار، وليس فيلد الترفيه). أصبح أتلانتا موتور سبيدواي رابع مكان مختلف في أتلانتا متروبوليتان يستضيف سوبركروس. لأول مرة منذ بدء سوبركروس، كما لم تقام أي سباقات في كاليفورنيا.
كان الجدول الأصلي لبطولة لوكاس أويل برو موتوكروس لعام 2020 المتنازع عليه يتكون من 12 جولة تبدأ في أواخر مايو وتنتهي في أواخر أغسطس. لكن تم تخفيض عدد الأحداث في الجدول من اثنا عشر إلى تسع جولات في سبعة أماكن. حيث تم دمج بطولة لوريتا لين للهواة نتيجة للوباء، مع جولتين من موتوكروس المهنية في الحدث المذكور، وكان أيضا تقصير سباق الأحمر برعم مكس إلى اثنين من الجولات سبب الوباء.

## ناسكار القابضة

### سلسلة ناسكار الوطنية

#### موسم 2020
في أعقاب موقف رودي جوبرت و NBA يوم الأربعاء من أسبوع 2020 Folds of Honor QuikTrip 500 الذي كان من المقرر عقده اعتبارًا من يوم الجمعة، والتي ستكون كجزء من سلسلة كأس ناسكار 2020، أعلنت ناسكار أن الأحداث ستعقد خلف أبواب مغلقة ؛ كما تم تأجيل هذا الحدث، جنبًا إلى جنب مع أحداث فودكا ديكسي 400 في سبيدواي هومستيد ميامي، لكن لاحقًا فيما يتعلق بـ NBA. في 16 مارس، أعلنت إدارة ناسكار أن جميع أحداث السباق حتى 3 مايو سوف يتم تأجيلها، لكنهم في المقابل ما زالوا يعتزمون تشغيل جميع سباقات الـتحديات 36 لهذا الموسم. في 17 أبريل، أعلنت ناسكار أنها أرجأت عقد سباقات Blue-Emu Maximum Pain Relief 500 (9 مايو في Martinsville Speedway)، لكنها ما زالت تنوي تشغيل جدول زمني كامل من 36 سباقًا. بدأت ناسكار في تنظيم أحداث دعوة للرياضات الإلكترونية على iRacing ، وهي سلسلة eNASCAR iRacing Pro Invitational.
في 30 أبريل 2020 قررت ناسكار أنها ستستأنف السباقات بجدول زمني معدل، الذي سيتضمن سبعة أحداث عبر سلسلتها الوطنية الثلاثية (بما في ذلك سباقات سلسلة الكأس المزدوجة، وسلسلة زفينيتي وغاندر رف &amp; في الهواء الطلق شاحنة سلسلة الأحداث) في مضمار سباق دارلينجتون وشارلوت موتور سبيدواي من 17 إلى 27 مايو. صرحت ناسكار أنها لا تزال تخطط كيفية العمل على تشغيل جدولها الكامل للسباقات، ولكن كان المقلق هو أن المكان الذي ستُعقد فيه الأحداث بعد سباقات مايو كان عرضة للتغيير دائما، لكنه قد ابتدأ مع خطة مبدئية للتركيز بشكل أساسي على المسارات «الكلاسيكية» في جنوب شرق الولايات المتحدة (ضمن القيادة مسافة شارلوت - حيث يوجد غالبية موظفي وفرق ناسكار). أعلنت ناسكار المجموعة التالية من السباقات في 14 مايو (حتى أواخر يونيو)، وألغت رسميًا السباقات المقررة أصلاً في أواخر مايو وأوائل يونيو ، وتحولت الأحداث المؤجلة أو المعاد جدولتها في مكانها في بريستول موتور سبيدواي (بريستول ، تينيسي), أتلانتا موتور سبيدواي، مارتينسفيل، هومستيد-ميامي، وتالاديجا سوبر سبيدواي. في 2 يونيو، أعلنت ناسكار عن المرحلة الثالثة من الجدول المنقح حتى أوائل أغسطس، بما في ذلك سباق ناسكار كل النجوم منتصف الأسبوع في 15 يوليو في بريستول (كجزء من رأس مزدوج مع سلسلة أركا ميناردزا المملوكة لـ ناسكار)، وسباق الخميس في سباق كانساس سبيدواي.
كما عادت سلسلة الكأس مع الدورة 56 على التوالي، وكان هذا مع الأول منذ نوفمبر 2004، من الأبطال الحقيقيون 400 في 17 مايو (دعمًا لمشروع البطل الحقيقي -وهو تعاون بين البطولات الرياضية الأمريكية لتكريم العاملين في مجال الرعاية الصحية في الخطوط الأمامية)،  كما تلاها حلقة نادرة يوم الأربعاء - سباق ليلة الأربعاء (الأول منذ 1984 مفرقعات نارية 400)، تويوتا 500 (كم) في 20 مايو (أول سباق 300 ميل من محددات سلسلة الكأس منذ عام 1963 على الحلبة). عادت سلسلة زفينتي في 19 مايو مع تويوتا 200، في حين تسابقت جميع السلاسل الثلاث أحداث نهاية الأسبوع في يوم الذكرى المقررة بانتظام في شارلوت موتور سبيدواي . في سلسلة الكأس ، تضمن ذلك حدثين - الجولة 61 من Coca-Cola 600 يوم الأحد ، و 500 كيلومتر Alsco Uniforms 500 يوم الأربعاء التالي.
أقيمت الموجة الأولى من السباقات في الغالب خلف أبواب مغلقة مع وجود موظفين أساسيين فقط وبأحجام الفرق المحددة بـ 16 شخصًا، ومتطلبات التباعد الجسدي للكراجات وأجهزة الكشف ، ومعدات حماية إضافية للسائقين وأعضاء طاقم الحفر ، وفحوصات عشوائية لدرجة الحرارة وإزالة أعضاء الفريق الذين تظهر عليهم الأعراض ، ومطالبة الفرق بإجراء سجلات تتبع تتبع المخالطين. افتتحت شارلوت وأتلانتا السباقات لتمهيد الطريق أمام مالكي الوحدات السكنية ، الذين يمكن أن يقدم كل منهم خمسة ضيوف. لتقليل النشاط على المضمار ، تقام جميع الأحداث دون جلسات تأهيل أو تدريب (باستثناء كوكا كولا 600، التي استخدمت التصفيات في نفس اليوم ، وسباق بنزويل 150 زفينيتي ، الذي كان يمارس يوم الجمعة حيث نقل حدث إنديانابوليس موتور سبيدواي إلى مسار الطريق كجزء من ناسكار مزدوج الرأس) وتم تحديد ترتيب البدء في البداية إما عن طريق سحب عشوائي ، مقسم إلى أجزاء من ترتيب نقاط المالكين اعتبارا من هذا السباق ، من أجل اجتماعات السباق الفردي ، والسباق الثاني في نفس الاجتماع ، ترتيب الانتهاء من السباق السابق مع أفضل 20 مقلوبا. على غرار القواعد المستخدمة عندما ينظيف المطر للمطاط خارج الحلبة بين الجلسة الأخيرة والسباق ، تم حظر إعادة التزود بالوقود للسيارات حتى يتم تحديد موقف سيارة أمان محدد مسبقا («تحذير المنافسة») في لفة محددة (بين اللفة 10 على دورات الطريق إلى اللفة 50 على المسارات القصيرة) أعلن خلال المؤتمر المقام عبر المكالمة الهاتفية أن السائقين ورؤساء الطاقم والمسؤولين شاركوا خلال الأسبوع الذي حل محل اجتماع المنافسين الذي عقد صباح السباق.بعض سباقات سلسلة الشاحنات لم تستخدمها بسبب أطوالها الأقصر. تم استخدام وضع سيارة الأمان من أجل السماح بإجراء تعديلات ممتدة على المركبات. إذا تم استدعاء سيارة أمان قبل اللفة المحددة مسبقا ، فلا يزال التزود بالوقود محظورا حتى سيارة الأمان المحددة مسبقا ، ما لم تحدد ناسكار أنها على مسافة كافية من اللفات للسماح بإزالة القاعدة.
ابتداء من جولة دورة دايتونا رود التي بدأت في أغسطس، أطلقت سباقات ناسكار إجراء جديدا يعتمد على مستوى الأداء. وكان الإجراء الجديد عبارة عن صيغة نظام مرجحية ثلاثية الأبعاد حيث تأخذ في الاعتبار المكان الحالي لمالكي الفريق في ترتيب النقاط ، وكذلك نهاية السباق السابقة للسائقين ، وتقدير أسرع لفة للسائقين في السباق السابق. يتم منح السائق مع أقل عدد إجمالي القطب ، والثاني-أدنى يبدأ في الخارج من الصف الأمامي ، وهلم جرا.)
بعد أربعة أسابيع ، وستة سباقات أجريت مع سباقات شارلوت وأتلانتا فقط مع وجود عدد محدود من المشاهدين في الوحدات السكنية على الحلبة ، أعلنت ناسكار يوم 9 يونيو أنه سيتم قبول الضيوف المدعوين في ديكسي الفودكا 400 في هومستيد، يضم هومستيد 1000 فرد من الجيش الأمريكي من منطقة جنوب فلوريدا (يمثلون القيادة الجنوبية للولايات المتحدة وقاعدة هومستيد الجوية الاحتياطية). كانت جيكو 500 في تالاديجا كانت الجولة الأولى التي تضم متفرجين مدفوعين الأجر ، بحد أقصى 5000 متفرج مجتمعين في المدرجات الكبيرة وخيام الظهر، مع إعطاء الأولوية لحاملي التذاكر المحليين. كانت سباقات الدعم سلسلة أركا ميناردز الإطارات العامة 200 وناسكار إكسفينيتي سلسلة سباقات 300كانت أول من اعترف بالدفع للمشاهدين ، حيث سمح للمخيمين الذين يقومون بتمديد الظهر بالظهور على المسار الصحيح لمشاهدة جميع السباقات الثلاثة. سيكون إجراء ناسكار هو فقط سباقات سلسلة الكأس التي سيكون بها مدرجات مفتوحة ، في حين أن سباقات سلسلة الدعم ستختار مناطق التخييم (في البداية خارج الدائرة المطلة على الدائرة ، ولكن تم تعديلها لاحقا في بعض السباقات للسماح بمناطق المعسكرات المختارة) مفتوحة.
في 3 يوليو، أفاد جيمي جونسون أنه قد أثبتت إصابته بفيروس كوفيد -19 (أول سائق ناسكار يقوم بذلك)، مما تتطلب منه استخدام جاستن ألجير كسائق بديل لآلة كبيرة المطهر اليد400 في عطلة نهاية الأسبوع . اتضح أن ذلك كان حاسما ، حيث أن جونسون ، الذي كان من المقرر أن يبدأ في المركز السادس ، سيغيب عن الجولة الفاصلة بست نقاط. كان جونسون بدون أعراض، وتمت تبرئته في 8 يوليو بعد أن جاء اختباران آخران سلبين. في 15 أغسطس، أصبح أوستن ديلون ثاني سائق سلسلة الكأس يكشف عن اختبار إيجابي ، ونتيجة لذلك غاب عن سباق دايتونا الكبرى. على عكس جونسون، كان ديلون قد حصل بالفعل على نقطة فاصلة خلال الفوز بسباق أورايلي قطع غيار السيارات 500 تكساس في الشهر السابق.
في 8 يوليو ، أعلنت إدارة ناسكار الجدول الزمني المتبقي لإقامة باقي السباقات حتى نهاية الموسم العادي في أواخر أغسطس ، بما في ذلك السباقات المزدوجة في سباق دوفر الدولي لسباق الدراجات النارية وسباق ميشيغان الدولي الدراجات النارية (كلاهما يقام في التواريخ المجدولة بانتظام ، ولكن مع سباق السبت المجدول لكل منهما) سيكون كلاهما سباقات بطول 500 كيلومتر ، ويتم استبدال السباق في واتكينز غلين الدولية بسباقات الطريق الافتتاحية في دايتونا بسبب قيود السفر في ولاية نيويورك. ذكرت ناسكار أنه يمكن إقامة المزيد من السباقات القادمة مع حضور المتفرجين على أساس كل حالة على حدة اعتمادًا على الطلبات الصحية المحلية ، مع تكساس موتور سبيدواي (سعة 50 ٪ للكأس فقط في المدرجات ، والتخييم الخلفي المفتوح لجميع السباقات), نيو هامبشاير موتور سبيدواي (19000)، وكلا سباقات دايتونا (حوالي 20000 للكأس فقط ، سمح ببعض التخييم بالقرب من الملعب) بالتخطيط للقيام بذلك. من بين هذه السباقات ، أقيمت كانساس ودوفر وميشيغان خلف أبواب مغلقة. أقيم سباق ناسكار2020 كل النجوم في بريستول موتور سبيدواي في 15 يوليو بدلا من شارلوت حتى يتمكن من استضافة عدد محدود من المتفرجين. لكن قد حضر اثنان وعشرون ألف متفرج من 30000 شخص محتمل أأو ما يقرب من 20 ٪ من إجمالي سعة المكان البالغة 162000 مقعدًا متاحًا. كان هذا أكبر عدد من المتفرجين في أي حدث رياضي أمريكي منذ بداية قيود الحماية من الانتشارات الوبائية.
في 6 أغسطس ، ملأت ناسكار بقية جدول موسم 2020. حيث لم يشهد هذا الجدول التصفيات في سلسلة الكأس أي تغيير في ترتيب السباقات أو المسارات التي ركضوا عليها. مع استمرار إجراء سباقين بسبب الإلغاءات التي سبق وحدثت سابقا ، كما تأخرت سلسلة إكسفينيتي أسبوعا واحدا، بدءا من السكو 300 من سباق لاس فيغاس موتور سبيدواي. كما تمت إضافة سباق ثاني في تالاديجا، كما تم عقد إيه جي برو 300, والذي كان جزء من المباراة الفاصلة. كما تضمن جدول التصفيات لسلسلة الشاحنات سباق عطلة نهاية الأسبوع المعاد جدولته من سلسلة سباقات إندي كار حيث وافقت إدارة تكساس موتور سبيدواي على إزالة جميع سباقات الدعم لعطلة نهاية الأسبوع تلك ، والتي قد أقيمت في عطلة نهاية الأسبوع المقررة بانتظام) وكذلك سباق ثالث في كانساس سبيدواي. كان من المقرر أن يكون أول سباقين في كانساس سبيدواي. وكان أول سباقين سيغعقدا كان ليكون في القناة التكنولوجيا في جميع أنحاء العالم في بوابة (التي حافظت على تاريخها منذ البداية ، لكن مثل تكساس جزء من عطلة نهاية الأسبوع سباق إنديكار والذي شمل الخدمات اللوجستية التي جعلها جزءا من الموسم العادي) ولكن سباقات الرياضات الكندية سباق الكندية صور رياضة السيارات بارك (تمت إزالته بسبب قيود السفر التي فرضت من قبل الحكومة الكندية من أجل حفظ الصحة وعدم انتشار الوباء؛ حيث أجبرت نفس هذه القيود فرق ملب ، نبا ، وملل على نقل مبارياتهم المقررة إلى أرض الولايات المتحدة للموسم وجزء من الموسم المقبل أيضا، جنبا إلى جنب مع جميع فرق دوري الهوكي الوطني الكندي وضعت في قسم واحد لموسم 2021، فضلا عن إلغاء سباق إندي كار في تورونتو) كما أنه قد شملت التغييرات في الموسم العادي سباق سلسلة إكسفينيتي الثاني في ريتشموند القناة (لذي تمت إزالته في الأصل لسباق مارتينسفيل سبيدواي) كما عادت سلسلة الشاحنات إلى دارلينجتون لأول مرة منذ عام 2011، في حين تم نقل سباق ريتشموند ، والتي التي تم تحديدها في الأصل لاجتماع كأس أبريل الذي تم إلغاؤه ، إلى اجتماع السباق في سبتمبر.
خلال التصفيات ، كانت التذاكر متاحة للسباقات في دارلينجتون (8000 متفرج ؛ الاجتماع الأول لسباقي كأس خلف أبواب مغلقة)، بريستول (استضاف حوالي 20000 متفرج من الممكن أن يبلغ عددهم 30000 في اجتماع خارج البطولة ؛ أول لقاء للبطولة خلف أبواب مغلقة)، شارلوت (7500 مقعد)، كانساس (8400 مقعد)، تالاديجا (التي استضافت 5000 في اجتماع يونيو)، تكساس (حوالي 50٪ من السعة ، أو 50000 مقعد ؛ استضاف اجتماع يوليو مع المتفرجين)، مارتينزفيل (1000، الاجتماع الأول كان خلفه مغلقًا أبواب).
فينيكس (حوالي 20٪ من السعة ، أو 8400 مقعد). كان سباقات ريتشموند ولاس فيغاس خلف الأبواب المغلقة. تم عقد التاريخ الأول في المسار الأخير قبل الوباء ، وبدأ فقط في قبول المتفرجين لنهائيات NHRA العالمية المنقولة في شريط السحب من 30 أكتوبر إلى 1 نوفمبر. أعلنت بريستول عن بيع قانوني لمقاعدها المتاحة البالغ عددها 30.000 في 9 سبتمبر ، قبل عشرة أيام من موعد السباق المحدد. شارلوت كانت لديها تذاكر ذروة البيع ولديها بيع قانوني. في البداية ، أقيمت جميع سباقات الدعم خلف أبواب مغلقة ، لكن بريستول وشارلوت سمحتا للمشاهدين بسباقات Xfinity ، وسمحت تكساس للمشاهدين بسباق الشاحنة لأنها كانت البطاقة السفلية في نفس يوم سباق الكأس.سمحت جميع السباقات بالدعم بالمتفرجين بحلول أكتوبر ، حيث سمحت تكساس وتالاديجا وكانساس بالمتفرجين في المركبات الترفيهية المتوقفة في الكثير من السيارات المطلة على المسار أو بعض أقسام الملعب للتخييم للوصول إلى السباقات حيث تم إغلاق المدرجات.

#### موسم 2021
أعلنت ناسكار سلسلة كأس 2021 عن الجدول الزمني في 30 سبتمبر، وكذلك الجدول الزمني ل سلسلة زفينيتي2021 في 30 أكتوبر ، وكذلك تم عرضالجدول الزمني لـ سلسلة شاحنات التخييم العالمية 2021 في 19 نوفمبر. كما تم تقديم بعض تواريخ السباقات في الأصل خلال فترة الوباء ، كما تم تحديدا سباقات الربيع في دارلينجتون لجميع السباقات السلسلة الثلاث العليا (التي انقلبت بالفعل الأحداث بها حيث نقل دارلينجتون سلالة سباق سبتمبر إلى الربيع ، والعكس صحيح)، وكذلك سباق تالاديجا البلاي اوف لسلسلة إكسفينيتي. أيضا، كما أبقت ناسكار قيود الوباء في حيز التنفيذ من خلال الإعلان عن ثمانية عطلات نهاية أسبوع فقط ستحتوي على قائمة كاملة من الممارسة والتأهيل للتصعيد بالسباقت وفق القيود، وسباقات عطلات نهاية الأسبوع الخمسة التي كانت في دايتونا 500, كوكا كولا 600، عقدت في دوائر ومضمارات جديدة أو تم تنفيذها وفق تخطيطات متغيرة (اجتماع مارس بريستول، على التراب، أوستن، ناشفيل، طريق أمريكا، إنديانابوليس على مسار الطريق)، ونوفمبر فينيكس بطولة الجولة. ستستخدم جميع الاجتماعات الأخرى تنسيق الوباء المتمثل في عدم ممارسة أو التأهل مع الشبكات التي حددتها صيغة المنافسة التي تم تنفيذها بدءا من جولة دايتونا الأولى في أغسطس.
حمل اجتماع دايتونا حضور حدد فقد كان يبلغ حوالي من 30.000 إلى 101.500 مقعد مدرج تم تقديمهم للمشاهدين. في 8 ديسمبر 2020، كما تم الإعلان عن ذلك في سباق أوتو كلوب سبيدواي في كاليفورنيا والتي لن تستضيف سباقا لكأس وسلسلة إكسفينيتي في عام 2021 بسبب زيادة قيود ولاية كاليفورنيا من جراء الإصابات من الوباء، والتي سيتم استبدالها بـ دايتونا الكبرى والتي سوف تخضع لمبادلة التواريخ مع هومستيد-ميامي سبيدواي حيث يكون سباق لأسباب لوجستية. كما أنه سوف تتسابق جميع السلسلات الوطنية الثلاثة في مسار طريق سباق دايتونا ، مع استبدال سباق سلسلة الشاحنات في هومستيد بدورة على طريق دايتونا. وكذلك خضع سباق الكأس توسيع من 235 ميلا إلى 400 كم ، في حين أن سباق زفينيتي (300 كم) وسباق الشاحنة (250 كم) لكن ستحافظ السباقات بعد ذلك على مسافاتها من عام 2020.
بحلول مايو، بدأت الدوائر والإدارات الرسمية في إزالة القيود على الحضور. فكاان الحضور السنوي 62 كوكا كولا 600 في شارلوت موتور سبيدواي حيث قامت الدائرة الأولى للسماح بتخصيص كامل للمتفرجين. كما أن معظم الدوائر من المدرجات المعلنة مسبقا ستكون مفتوحة بالكامل للمشاهدين ، مع إعلان ناسكار عن البدء في 2 يونيو 2021والتي كانت آخر الدوائر التي لا تزال مقيدة ستكون مفتوحة بالكامل ، مما ينهي قيود جائحة ناسكار في المدرجات.
في 15 مايو 2021، في أعقاب سباق إندي كار والفورمولا واحد بدأت جولات الإلغاء في كندا ، حيث أرسل فوكس سبورتس كاتب بوب بوكراس رسالة على تويتر تقول إن فرق سلسلة شاحنات التخييم العالمية التي يجري إعدادها في حالة الكندية صور موتورسبورت بارك (موسبورت)، وفي بومانفيل ، أونتاريو ، سيتعين إلغاء مواعيدها بسبب فرض القيود من الحكومة الكندية. كما تتوقع الفرق أن تكون خطة التراجع هي سباق الاستبدال كجزء من مضمار سباق دارلينجتون كوك خارج جنوب 500 ليكون جولة كأس السلسلة مباراة فاصلة في سبتمبر إذا كان ذلك يجب أن يحدث. عقد سباق دارلينجتون في عام 2020 وهو لسلسلة الشاحنات الخاصة بهم خلال فترة ما بعد الظهر من عقد سباق مساء الأحد ، وقد قام بالفعل بتشغيل LiftKits4Less.com 200 في مايو هناك، حيث أنها كانت جزءا من سباقات عطلة نهاية الأسبوع الذي يحمل غسم سباق ردة الربيع. لكن في 25 مايو 2021، أعلنت قواعد ناسكار رسميا أن موقع سباق موسبورت سينتقل إلى مقر دارلينجتون.

### إمسا بطولة ويذر تك للسيارات الرياضية
في 12 مارس 2020، أعلنت إيمسا أنها ستقوم بتأجيل من سيبرينغ12 ساعة بعد فرض قيودحظر السفر ، والذي ألغى أيضا عقد بطولة العالم للتحمل 1000 ميل أوكانت قبل سباق8 ساعات إلى 11-14 نوفمبر 2020، مما يجعل هذا السباق هو الأخير لهذا الموسم.
في 18-24 مارس ، أعلنت إدارة سباقات إمسا تأجيل سباقات منتصف أوهايو إلى 25-27 سبتمبر ، كما تم إلغاء جولة لونج بيتش عندما تم إلغاء انعقاد سباق إندي كار ، وتعديل الجدول الزمن من سباق لاجونا سيكا إلى 4-6 سبتمبر ، وميشلان ريسواي إلى 14-17 أكتوبر.كما أنه تم تغيير الجدول الزمنب في تاريخ لاغونا سيكا للسماح للفرق في ل مب 2 أو غلم لحضور 2020 24 ساعة من لومان، التي رفضت الفرق في وقت لاحق.
في 15 مايو ، بعد إعلان إدارة ناسكار عن استئناف سلسلة السباقات الوطنية ، أعلنت إمسا عن خطة لاستئناف سباقاتها كذذلك. حيث سيتم إعادة بول ريفير 250 سباق السيارات الرياضية في دايتونا ، بينما سيتم إضافة سباق ثان للمسافات القياسية لمدة ثلاث ساعات في سيبرينغ في أسابيع متتالية ، مع دايتونا في 4 يوليو وسيبرينغ في 11 يوليو. كما أعلنت إيمسا في الأصل أن هذه الأحداث ستعقد خلف أبواب مغلقة، ولكن بعد نجاح ناسكار في تنظيم الأحداث مع وجود المتفرجين الملتزمين بالقيود في يونيو، فتح كلا من سباقي فلوريدا الباب لوجود المتفرجين بأجر.
في 25 يونيو ، أعلنت إدارة إمسا 6 ساعات من واتكينز غلين حيث تم تغيير الجدول لها من 3-6 سبتمبر، وتعيين حديقة لايم روك في استقبال الجولة في 11-12 سبتمبر ، كما انتقلت جولة لاجونا سيكا إلى الجدول الززمني 30 أكتوبر 10 1 نوفمبر.
نظرا لأن إدارة ناسكار اضطرت إلى إلغاء جولة سباق واتكينز جلين بسبب قيود الحجر الصحي المعلنة في ولاية نيويورك ، أعلنت إدارة إمسا بالمثل في 1 أغسطس أن كلا من جولات سباقات واتكينز جلين ولايم روك ستنتقل كذلك إلى الجنوب الشرقي. حيث تم نقل ساعات 6 إلى مضمار سباق ميشلان في سبتمبر ، بينما تم نقل سباق الجائزة الكبرى الشمالي الشرقي إلى مضمار شارلوت موتور سبيدواي، والتي لم تعقد عليه أي عمليات تسابق في الدائرة والمضممارمنذ عام 1980، والتي ستعقد خلال عطلة نهاية الأسبوع من سباقات ناسكار بنك أوف أمريكا 400 .
كما أن إدارة إمسا تعرضت مرة أخرى للمزيد من التغييرات ذات الصلة. في عام 2021 في 7 أبريل 2021، السباقات الكندية صور رياضة السيارات بارك تم إلغاء الجولة السباقية بها وتحولت إلى واتكينز جلين حيث سيتم عرض 6 ساعات من غلين مع جولة قياسية خاصة في سباقات واتكينز جلين.

## رالي رائد
كما أنه تم إلغاء م وسم. طولة العالم للراليات 2020 بعبر البلاد هو الأخر في تلك الفترة.
في2021 تم إلغاء سباق أفريقيا ايكو بسبب المخاطر الصحية المرتبطة من التعرض هو أيضا لمخاطر جائحة كوفيد -19.

## تي سي ار بجولة سباق السيارات
تقريبا كل تر تأثرت البطولات بتفشي المرض، مما أدى إلى تغييرات كاملة في التقويم، تأجيلات السباق وإلغاءاته. وتشمل هذه: أستراليا، كأس آسيا والمحيط الهادئ، تر ألمانيا، تي سي ار المملكة، تي سي ار اليابان، تي سي ار إيطاليا، تي سي اراسكندنافيا، تي سي ار الدانمرك، تي سي ار آسيا، تي سي ارالصين، تي سي ار أوروبا، وتك أمريكا.

## بطولة العالم للقدرة
تم إلغاء سباق 1000 ميل من سيبرينغ بسبب قيود السفر. وتم تأجيل سباقي 6 ساعات من سبا فرانكورشان وال 24 ساعة من لومان كلاهما. كما تمت إعادة جدولة كلا من السباقين إلى الجدول الزمني من 13-14 أغسطس و 19-20 سبتمبر على التوالي. لكن ولأول مرة في تاريخ الحدث، عقدت سباقات ساعات لومان24 بدون متفرجين. ولم يتم فقط إعادة جدولة السباقات، لكن سيتم النظر في الموسم المقبل للبطولة في 2021 وهل سيعود إلى التقويم السنوي كآثار للوباء.

## بطولة العالم للراليات
جعية موسم 2020
في2020 تم تشغيل رالي الأرجنتين، أما رالي إيطاليا ساردينيا ورالي البرتغال تم تأجيلهما، كما أن البرتغال أعلنت في وقت لاحق أنها تلغى. رالي السفاري في كينيا، رالي فنلندا، رالي جي بي ويلز ورالي نيوزيلندا تم إلغاؤهم . كما أن رالي المكسيك 2020 تم اختصاره للسماح للمنافسين بوقت لحزم معداتهم والعودة إلى مقارهم في أوروبا قبل البدء بتنفيذ قيود حظر السفر. وبطولة العالم للراليات-2, بطولة العالم للراليات-3 وبطولة العالم للراليات للناشئين تأثرت هذه الفئات بالتأجيلات.
على 2 يوليو صدر تقويم منقح، في إستونيا ورالي الأرجنتين تم الإلغاء رغم أنه كان قد أضيف حدث جديد . وفي 19 آب / أغسطس ، أعلن أن رالي ابرس في بلجيكا سوف يحل محل رالي اليابان، حيث تم إلغاء هذا التجمع بسبب قيود السفر الدولية من الحكومة اليابانية. لكن تم إلغاء سباق بلجيكا في 30 أكتوبر بسبب تطور حالات الفيروس في بلجيكا.
رالي دويتشلاند الذي كان مقررا في 15-18 أكتوبر ، تم إلغاؤه بسبب تمديد حظر تجمعات الأحداث الكبيرة حتى 31 أكتوبر على الأقل في أواخر أغسطس. أدى هذا الإلغاء إلى الايطالية جولة إلى إعادة جدولة من أجل تجنب الصدام مع جائزة إميليا رومانيا الكبرى، الذي كان من المقرر عقده في 31 أكتوبر-1 نوفمبر. كان الإلغاء هو المرة الأولى منذ 2009 التي لن تقام فيها مسيرة دويتشلاند.
في 9 أكتوبر، كما تم عقد رالي مونزا لأول مرة في بطولة العالم للراليات لأول مرة في 4-6 ديسمبر ليصبح خاتمة الموسم.
في 15 ديسمبر 2020, تم إلغاء رالي السويد، والذي كان من المقرر عقده في الفترة الزمنية 11-14 فبراير، حيث هذا بسبب ارتفاع حالات الإصابة بالفيروس في السويد. حيث يمثل هذا الإلغاء المرة الأولى منذ عام 2009 التي لن تعقد فيها مسيرة السويد. تم استبدال التجمع لاحقا بـ رالي القطب الشمالي لضمان إدراج تجمع شتوي في التقويم.
كما أن في 26 مارس، تم إلغاء رالي تشيلي ، والذي كان مقررا انعقاده في 9-12 سبتمبر ، وهذا بسبب قيود السفر المفروضة في تشيلي كآثار للوباء. تم استبدال التجمع لاحقا بـ رالي الأكروبوليس في اليونان ، التي عقدت آخر مرة في عام 2013.
في 7 سبتمبر، في رالي اليابان والذي كان من المقرر أن ينتهي موسم السباقات في الفترة الزمنية من 11 إلى 14 نوفمبر ، والذي تم إلغاؤه بسبب فرض قيود السفر وإعلان حالة الطوارئ من قبل الحكومة اليابانية. تم استبدال التجمع لاحقا بـ رالي مونزا وتصبح خاتمة الموسم للسنة الثانية على التوالي.

## بطولة العالم للرالي كروس
كما أن الجولات الافتتاحية في بطولة العالم للرالي كروس 2020 في برشلونة والبرتغال تم تأجيلها. كما تمت إعادة جدولة تقويم الجدول الزمني لأحداث آر إكس العالمي وكذلك في مايو وبدأ في 22-23 أغسطس في السويد.
تم إلغاء التقويم المعاد جدولته لبطولات النرويج، البرتغال، فرنسا، البنلوكس، ألمانيا، أبو ظبي، وجنوب أفريقيا، حيث ألغيت تلك الجولات السابقة بسبب تطور حالات الإصابة بفيروس كورونا والتي تشمل دولا أوروبية فرضت قيود السفر وتشمل أيضا أبو ظبي وجنوب إفريقيا. وشملت التقويم المعاد جدولته إعادة جولة فنلندا، التي عقدت آخر مرة في موسم 2014 لتحل محل الجولة الفرنسية.

## كأس العالم للسيارات السياحية
الجولات الافتتاحية في بطولة كأس العالم للسيارات السياحية 2020 في هنغاريا وألمانيا تم تأجيلها. كما تمت إعادة جدولة السباقات الأربعة السياحية والتي كانت ستقام عبر جولتينمن تاريخ 17-18 أكتوبر إلى 24-25 سبتمبر على التوالي.

## دراجة نارية سباق الطريق
وفي 2020 في جزيرة مان تي تي في فعاليات الستة أيام الأسكتلندية تم إلغاؤها.في 2020 شمال غرب 200 تم بالبداية تأجيل الحدث ثم ألغيت لاحقا.

## البطولات البريطانية على المستوى الوطني
كما أن جميع رياضات السيارات البريطانية، بما في ذلك بطولة السيارات السياحية البريطانية، وبطولة جي تي البريطانية، وتحمل بريتكار وبطولة الكأس. تم تأجيلها حتى يوليو 2020.
وهي واحدة من أهم بطولات المستوى الوطني التي قد تم إلغاؤها مثل بطولة الرالي البريطانية. حيث تم إلغاء الحدث على الرغم من عقد سباق واحد فقط. حيث كان هذا هو الإلغاء الثالث للتاريخ والإلغاء الثاني لنفس السبب من قبل احداث الوباء منذ عام 2001.

## وحش الشاحنات
و كما تأثرت سباقات الوحش جام بالأحداث المقامة في مناطق متعددة. والتي قد ظهرت في أوستن ، تكساس، باتون روج ، لويزيانا، سينسيناتي، أوهايو، ديترويت، ميشيغان، غراند رابيدز, ميشيغان، وهيدالغو ، تكساس والتي تم تأجيلها ، والتي قد ظهرت في البوكيرك ، نيو مكسيكو، كولومبوس ، أوهايو، كولورادو سبرينغز ، كولورادو، دنفر، كولورادو، كولومبيا, كارولينا الجنوبية، دي موين, أيوا، إيفانسفيل, إنديانا، غرين باي ، ويسكونسن، هاميلتون ، أونتاريو، هانتسفيل, ألاباما، كانساس سيتي ، ميسوري، وفانكوفر وجميعها قد تم إلغاؤها.
في 27 مارس 2020, تم الغاء انعقاد نهائيات العالم الحادي والعشرون، التي كان من المقرر عقدها في 2-3 مايو 2020 .وتم تأجيل عرض سباقات العجلات الساخنة وحش الشاحنات الحية في لويزفيل, كنتاكي.كما تم تأجيل جولة مونستر إكس التي هي من ضمن أحداث نهائيات العالم في هونولولو، هاواي.

## سباق تحكم الراديو
على الرغم من حدوث هذه السباقات في النصف الثاني من العام ، فإن جميع الكتل الأساسية الأربعة التي (تمثل آسيا فيمكا, أمريكا الشمالية هدير, أوروبا إفرا وكذلك بقية العالم فامار) حيث وافقت لجنة إفمار على تأجيل كل ما تبقى من أحداث بطولة العالم (1: 10 سياحة السيارة الكهربائية المقامة في هيمستد، هولندا); 1: 8 إيك على الطرق الوعرة والمقامة في سيانورت ، البرازيل و 1: 10 إيك جولة سيارة في بريسبان ، أستراليا) وهذا إلى تاريخ بديل ، ربما مع أوائل عام 2021. وكان هذا التأجيل الأول منذ عام 2001 عندما حدثت هجمات 11 سبتمبر كما تسبب تأجيل سباق 1: 10 العوالم الكهربائية على الطرق الوعرة الذي سيتم نقله إلى مايو من العام التالي.

## حدث الساعة12 بويز موتوكروس
كما تم الغاء حدث الساعة 12 في بويز موتوكروس المحدد لـ 2020. حيث أجبرت شركة بويز الرياضية على الغاء انعقاد أحداث الساعة 12بويز موتوركس على اتخاذ هذا القرار بسبب جائحة كوفيد -19.